# Nehemías de Estrigonia
Nehemías de Estrigonia (en idioma húngaro: Nehémiás) ( - † 1077) séptimo arzobispo de Estrigonia (Esztergom) (1075 - 1077), religioso evangelizador de los húngaros. 

## Biografía
Nehemías  fue nombrado obispo de Eger en 1047, oficio que ocupó hasta 1075. Su nombre se encuentra registrado en la carta de fundación de la abadía de Garamszentbenedek. Fue nombrado en 1075 arzobispo de Estrigonia (Esztergom), y en 1077, Nehemías coronó como rey a san Ladislao I de Hungría. Al poco tiempo recibió una carta del papa Gregorio VII, de donde pedía enviados más dignos de él y de Ladislao (esto fue porque previamente el rey Ladislao había enviado embajadores ante el Papa para pedir su bendición papal, sin embargo Gregorio VII no estaba dispuesto a otorgarla a menos que el nuevo rey húngaro declarase su vasallaje.) Sin embargo, luego de esto Ladislao se convirtió en uno de los más importantes aliados del papa, apoyándolo durante la Querella de las Investiduras.
- Magyar katolikus lexikon
- Siska Gábor - Szent László törvénykezése, pannonhalmi törvényeinek társadalmi hatása

- Datos: Q368332
- Multimedia: Nehémiás, Archbishop of Esztergom / Q368332